# Diverxia
 (septembre 2018).
Diverxia est un groupe de rock argentin, originaire de Buenos Aires. Formé en 2010, le groupe participe au festival Jardín América, accompagné de Flavio Cianciarulo, et fait partie à l'événement hommage à Gustavo Cerati, CeraXti.

## Biographie
Après la sortie de son premier EP, le groupe participe à des événements importants de la scène rock argentine. En 2011, ils participent à l'événement CeraXti, en hommage au chanteur Gustavo Cerati devant sa famille,, ce qui leur permet de lancer leur deuxième clip, Ahora es cuando, diffusé dans le programme NBN sur canal CM. Le groupe participe au festival Jardín América, accompagné par Señor Flavio, bassiste du groupe Los Fabulosos Cadillacs. En début de 2013, le groupe commence à travailler sur sa deuxième production musicale, qui sera leur premier album studio.

## Style musical
Influencé par des groupes et artistes de rock argentin et internationaux tels que Luis Alberto Spinetta, U2 et Gustavo Cerati, Diverxia joue un rock plus élaboré teinté pop rock et musique alternative

## Membres
- Alexander Koremblit — chant, guitare
- Gerardo Bur — basse, chœurs
- Luis Della Morte — batterie, chœurs

## Discographie
- 2010 : Rayos de sol (single)
- 2011 : Ahora es cuando (single)